# Serra Orrios

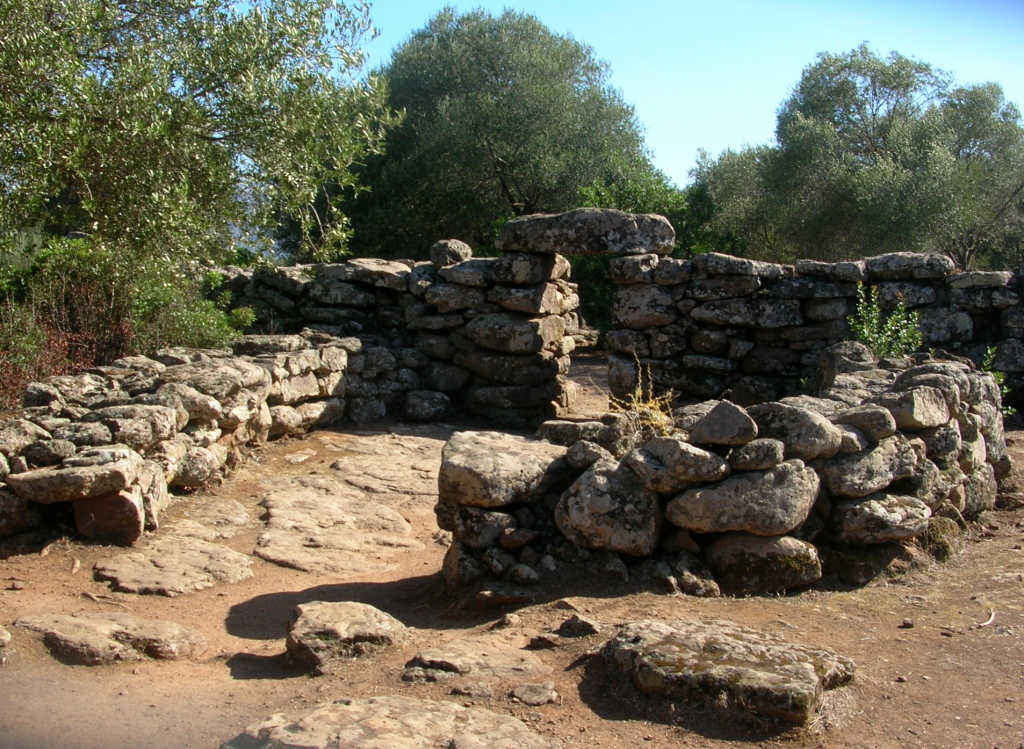
Serra Orrios

Serra Orrios constitue un complexe archéologique nuragique sarde situé dans la municipalité de Dorgali, dans la province de Nuoro.

## Description
Le site est un village-sanctuaire, parmi les mieux conservés de la Sardaigne nuragique. regroupe une centaine de huttes de forme circulaire, simples ou même complexes. Elles sont en deux zones, entourées des enceintes sacrées qui les séparent de la ville. Ces enceintes comptent aussi deux petits temples de type antis ou mégaron.

## Datation
Le site date du IIe millénaire av. J.-C.. La vie de Serra Orrios a commencé durant l’âge du Bronze ancien et a pris fin à l’âge du Fer. La période la plus intense se situe entre l’âge du Bronze récent et le final, ce dont témoignent les nombreux objets céramiques conservés au musée archéologique de Dorgali
.

## Fouilles
Le site a fait l'objet de fouilles entre 1936 et 1938 par Doro Levi. Par la suite, en 1961, le site fut restauré sous la direction de William Maetzke.